# 瑞士航空康维尔CV-440空难
瑞士航空康维尔CV-440型飞机是一架瑞士航空向康维尔订购的客机，于1956年7月15日在香农机场附近坠毁。机上搭载四名机组成员，原计划从康维尔位于美国圣迭戈国际机场的总部起飞，执行转场飞行任务，并降落在瑞士苏黎世机场完成交付。飞行途中经停纽约约翰·肯尼迪国际机场、加拿大甘德国际机场和爱尔兰香农机场。在凌晨进近香农机场时，因转弯角度过大而坠毁，机上四名机组成员全部遇难。
这是康维尔CV-440型飞机的首起空难。事发后，爱尔兰工商部主导了调查，并最终在《国际民航组织通函》上公布了调查结果。

## 背景
涉事飞机是一架由康维尔生产的CV-440-11型飞机，为早期CV-240和CV-340型号的改进型。该机长81英尺6英寸、翼展105英尺4英寸、高28英尺2英寸，搭载两台普惠黄蜂系列发动机，最大巡航速度可达每小时300英里。飞机由2至3名机组人员操作，最多可搭载52名乘客。
康维尔共生产了199架440型飞机。本空难中的飞机是瑞士航空为其欧洲网络订购的第三架飞机，于1956年6月制造，并于同年7月10日取得适航证，事故发生时的总飞行时间约为33小时。该飞机注册号为HB-IMD，制造商编号为335，搭载了黄蜂系列发动机家族的普惠R-2800雙黃蜂引擎。
据航空器事故存档局（Bureau of Aircraft Accidents Archives）记录，康维尔CV-440型飞机的首起事故正是本次飞行。此后共发生52起事故，累计造成335人死亡。在这52起事故中，有25起发生在着陆阶段，即下降与进近阶段。

## 时间线

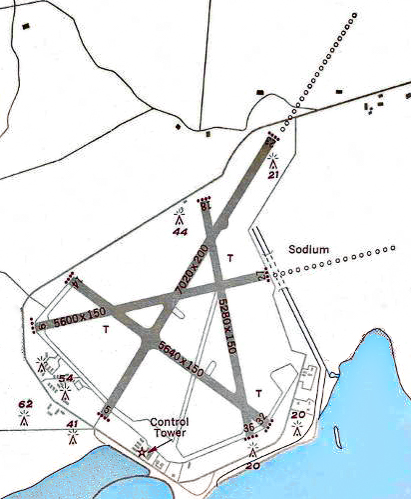
失事飞机从东北方向对齐23号跑道，并计划盘旋降落至5号跑道

康维尔总部位于美国加利福尼亚州圣地亚哥，故新生产的飞机往往需要从此处出发，前往指定交货地点。由于此为转场航班，或“交付航班”，故机上除了四名机组成员以外，无乘客或货物，且机组成员未在途中更换。
7月12日凌晨4:07，飞机从加州圣地亚哥的圣迭戈国际机场起飞，横跨美国大陆抵达纽约伊德尔维尔德机场（今约翰·肯尼迪国际机场）。随后，飞机于7月14日12:40离开纽约，并于16:59降落在加拿大甘德机场。经57分钟短暂停留后，于17:48再次起飞，飞往香农。机组于7月15日00:08接收到香农机场的下降指令，并进入进近等待程序，当时机场已有其他四架航班等待进场。
香农机场拥有多条交叉跑道，其中事故涉及的23号与05号跑道实为同一条主跑道的不同方向。由于地势受限，机场仅在可从陆地方向降落的23号与27号跑道配备了钠灯进近灯光系统；而32、36、09、14、18及本次事故的05号跑道均未设进近灯光系统，其中32、36和05号跑道位于陆地边缘。
01:25，机组开始按照地面控制进场的指引进近23号跑道。目视跑道后，机组中断地面控制进场，转为左方目视环形进近（英語：left hand visual circuit），准备沿该主跑道飞行并转向，进入05号跑道方向进行最后进近。随后在转弯对齐05号跑道过程时，飞机于倾斜转弯中横滚角度过于陡峭，迅速损失高度，并于约01:35坠毁，机上四名机组成员全部遇难。
机场经理上校确认，机组的最后消息在01:34收到，且当时并未被通知有紧急情况；而在飞机失联后，安全部门于三分钟内开始了搜救行动。当地防火瞭望塔工作人员表示，其看见一架飞机在着陆时，航行灯突然消失。随后，飞机残骸于黎明时分被发现。

## 事故调查

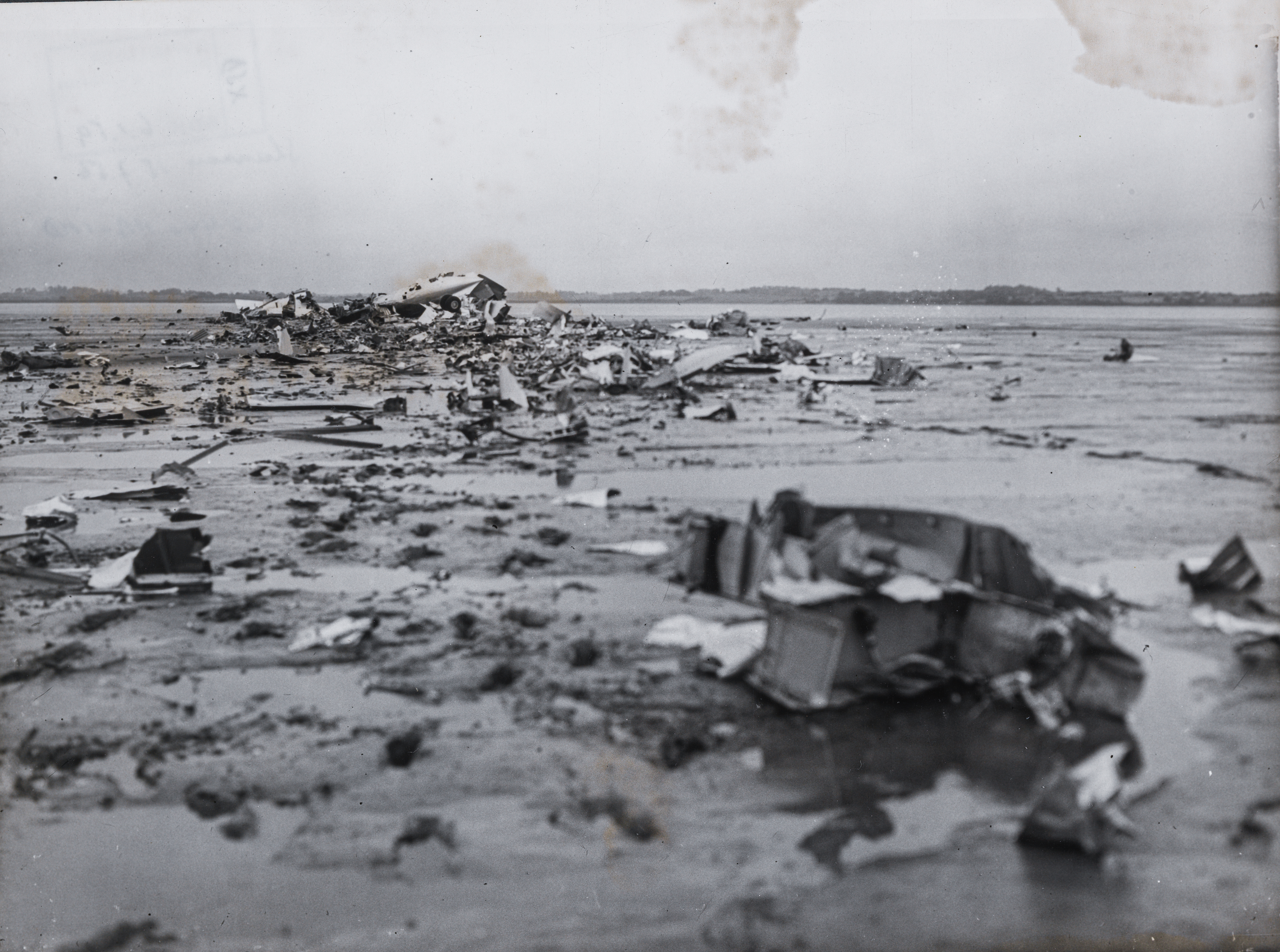
失事飞机的坠毁现场

遇难者随后被证实为来自美国的机长、副驾驶、工程师和来自瑞士的领航员。同时，爱尔兰方面依据《1928年空中航行（事故调查）条例》及其1943年修正案对事故展开初步调查。
爱尔兰下议院随后在7月25日辩论上就调查进展进行了质询，时任工商部部长威廉姆·诺顿回应了关于飞机失事调查的问题。爱尔兰工商部最终在编号为54-AN/49的《国际民航组织通函》上发布了调查报告。
香农机场位于爱尔兰西部，地处温带海洋性气候，常见多雨和多云天气。最终报告记载，坠毁当天，香农机场地区正处于小雨。云量在600英尺为2/8（部分时间有阳光），在900英尺为6/8（密云），能见度约为10英里。地面风向为340度，风速11节。调查组认为，机组所遇气象条件与机场报告一致，且香农机场已妥善执行了与此次飞行相关的所有适当程序。调查确认飞机机体无机械或结构故障，机组亦未在航程中报告任何技术问题。
报告认为，机组的初始进近部分正确，即在通过地面受控进场并与目视跑道后，盘旋至05号跑道。然而，飞机在盘旋进近阶段中视野不佳，地形与地平面的视觉参考较差。飞机左转以寻求与跑道对齐的原位置没有足够的距离正常转弯进入下滑道。故在操作空间受限的情况下，机组为了降落而执行的转弯比正常情况下要更陡峭，最终导致最后对准05号跑道时高度损失过快，飞机失控坠毁。
爱尔兰工商部认为事故的可能原因是，由于天色昏暗，地面目视引导不足，飞机无法近地成功倾斜转弯；及由于值班时间过长，疲劳飞行员的驾驶技能受损。这两个诱因导致了飞行员做出了错误的陡峭转弯判断，飞机倾斜角度过大，最终坠毁解体。